# Beresie Małe
Beresie Małe (prononciation [bɛˈrɛɕɛ ˈmawɛ]) est un village de la gmina de Kiełczygłów, du powiat de Pajęczno, dans la voïvodie de Łódź, situé dans le centre de la Pologne.
Il se situe à environ 3 kilomètres au nord-ouest de Kiełczygłów (siège de la gmina), 12 kilomètres au nord de Pajęczno (siège du powiat) et 70 kilomètres au sud-ouest de Łódź (capitale de la voïvodie).

## Administration
De 1975 à 1998, le village était attaché administrativement à l'ancienne voïvodie de Sieradz.

Depuis 1999, il fait partie de la nouvelle voïvodie de Łódź.